# Бокенсдорф
Бокенсдорф (нем. Bokensdorf) — община в Германии, в земле Нижняя Саксония.
Входит в состав района Гифхорн. Подчиняется управлению Больдеккер Ланд. Население составляет 940 человек (на 31 декабря 2010 года). Занимает площадь 14,49 км².
| Год  | Население |
| ---- | --------- |
| 1990 | 535       |
| 1995 | 711       |
| 2000 | 789       |
| 2005 | 949       |
| 2010 | 947       |